# Pokabius centurio
Pokabius centurio är en mångfotingart som först beskrevs av Chamberlin 1904.  Pokabius centurio ingår i släktet Pokabius och familjen stenkrypare. Inga underarter finns listade i Catalogue of Life.